# Bataille du col de Panissars
 (décembre 2013).
Si vous disposez d'ouvrages ou d'articles de référence ou si vous connaissez des sites web de qualité traitant du thème abordé ici, merci de compléter l'article en donnant les références utiles à sa vérifiabilité et en les liant à la section « Notes et références ».
Croisade d'Aragon
Les 30 septembre et 1er octobre 1285, la bataille du col de Panissars achève la croisade d'Aragon, par une sévère défaite de l'armée française en retraite battue par les Aragonais. Elle se déroule au col de Panissars, alors lieu principal de passage des Pyrénées orientales.

## La croisade d'Aragon
La croisade d'Aragon avait été lancée par le pape Martin IV. Conduite par le roi de France, elle n'avait avancé que lentement en Catalogne, avant de devoir faire retraite, la flotte qui la ravitaillait ayant été battue aux îles Formigues.

## Situation du col
Ce col de massif des Albères (330 m), voie principale de franchissement des Pyrénées dans l'Antiquité, se trouve, tout comme celui du Perthus, sur l'ancien itinéraire intérieur de la voie Domitienne. Les Romains le connaissaient sous le nom de Summum Pyrenæum. Le chemin de Barcelone à Perpignan l'empruntait.

## La bataille
Ayant promis de laisser le passage au roi de France Philippe « le Hardi » et à sa famille, les forces d'Aragon-Catalogne se contentèrent d’y attaquer les troupes françaises qui battaient en retraite, décimées par la dysenterie, après l'échec de la croisade contre l'Aragon-Catalogne. Pierre III « le Grand » avait confié l'avant-garde de l'attaque à Ramon de Montcada et d'Aragon, qui, avec ses Almogavres, se livra  à un massacre sur les fugitifs, tout en respectant le roi français, à l'agonie, et les membres de sa famille, au nombre desquels se trouvait Charles de Valois, prétendant à la couronne d'Aragon-Catalogne par sa mère, Isabelle d'Aragon, sœur de Pierre III.
Lorsque ce premier assaut eut pris fin, la colonne française fut à nouveau attaquée par les troupes de Roger de Lauria, qui avaient mis pied à terre après leur victoire navale devant les côtes de l'Empourdan, à la bataille navale des Formigues.
Ramon Muntaner signale dans sa Chronique, que les fêtes pour célébrer la victoire, qui eurent lieu à Barcelone, durèrent huit jours.

## Répercussions
C'est le traité d'Anagni qui, en 1295, mit un terme à cette croisade.
Lorsque, plus tard, en 1302, Charles de Valois intervint en Sicile pour soutenir Charles II d'Anjou contre son cousin Frédéric II, à la tête de quatre mille chevaliers à la solde du pape, la noblesse de Frédéric II lui rappela rapidement la mansuétude dont fit preuve au col de Panissars le père de celui-ci, son oncle Pierre II le Grand, envers les membres de sa famille. Reconnaissant se conduire en ingrat en venant combattre Frédéric II, il proposa de cesser les hostilités et de signer la paix de Caltabellotta.